# Kowalki (województwo kujawsko-pomorskie)
Kowalki (niem. Schmiedehof) – wieś w Polsce położona w województwie kujawsko-pomorskim, w powiecie rypińskim, w gminie Rypin.

## Krótki opis
W okresie międzywojennym majątkiem Kowalki zarządzał Bogdan Chełmicki. Obecnie na terenie wsi znajduje się Szkoła Podstawowa im. Jana Pawła II.

## Podział administracyjny
W latach 1975–1998 miejscowość administracyjnie należała do województwa włocławskiego.

## Demografia
Według Narodowego Spisu Powszechnego (III 2011 r.) liczyła 553 mieszkańców. Jest drugą co do wielkości miejscowością gminy Rypin.